# 북부동맹 (아프가니스탄)

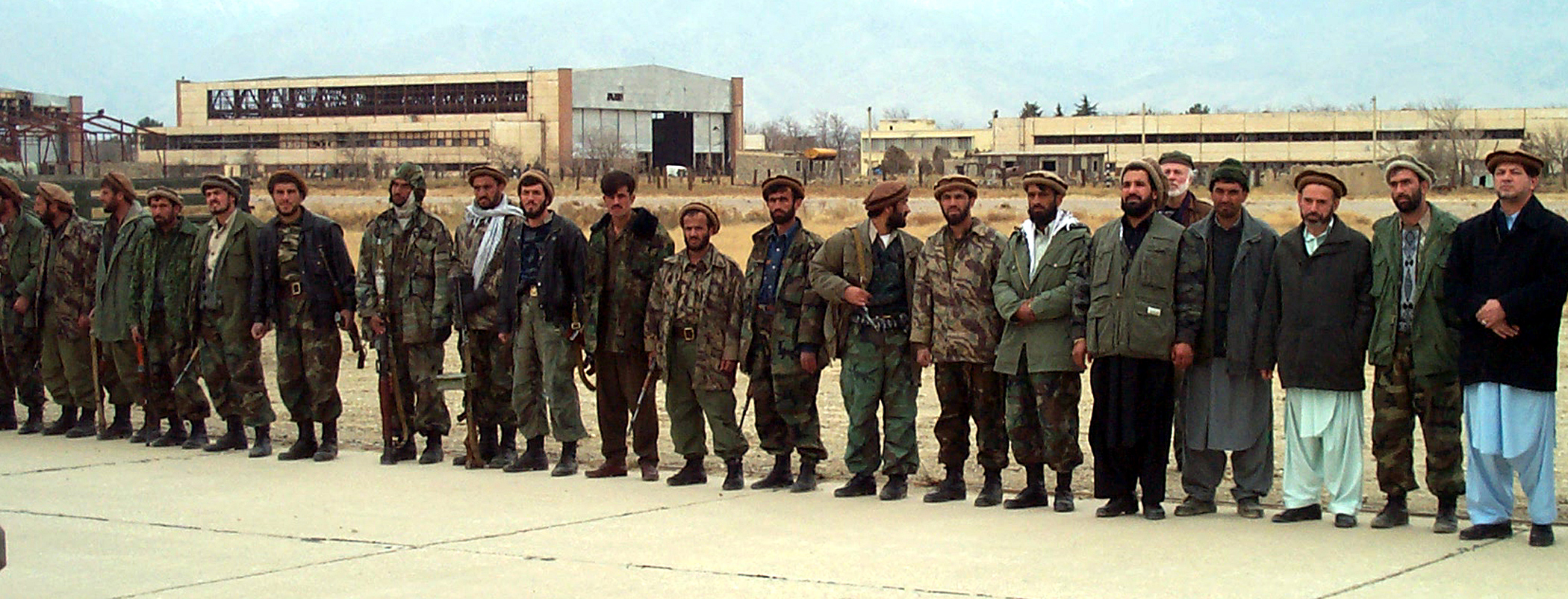
바그람 공군 기지 활주로에 모인 북부 동맹 대원들 (2001년 12월 16일)

아프가니스탄 구원 국민 이슬람 연합전선(페르시아어: جبهه متحد اسلامی ملی برای نجات افغانستان)은 1996년 9월 카불을 점령한 탈레반 세력에 대항하기 위한 목적으로 결성된 아프가니스탄의 정치·군사 조직이다. 북부동맹(北部同盟)이라고 부르기도 한다.
1992년 아프가니스탄은 공산주의 정권이 붕괴된 이후에 계속된 무자헤딘 세력 간의 다툼으로 혼란에 빠지게 된다. 1994년 파키스탄의 지원을 받은 탈레반이 세력을 확장하면서 무자헤딘 파벌의 지배 세력은 점점 줄어들었고 1996년 9월 27일에는 탈레반이 아프가니스탄의 수도 카불을 함락하기에 이른다. 한편 무자헤딘 세력은 연합 전선을 만들어 탈레반에 대항하기로 결정하고 탈레반에 수도 카불을 빼앗긴 아프가니스탄 이슬람국 정부를 계승한 아프가니스탄 구원 국민 이슬람 연합 전선을 결성하였다.
북부 동맹(아프가니스탄 이슬람국) 정부에서는 과거 무자헤딘 연합 정부 시절 대통령을 맡았던 부르하누딘 랍바니가 대통령직을 맡았으며 아흐마드 샤 마수드 국방장관을 비롯한 각료 대부분이 과거 탈레반의 카불 함락 이전에 관직을 지냈던 인물이었다. 당시 탈레반 정권(아프가니스탄 이슬람 토후국)을 승인한 나라는 파키스탄과 사우디아라비아, 아랍에미리트 단 3개국 뿐이었으며 나머지 국가들과 유엔은 북부 동맹(아프가니스탄 이슬람국) 정부만을 아프가니스탄 유일의 합법 정부로 승인하고 있었다.
북부 동맹에 참가한 대표 조직으로는 수니파 타지크족이 중심인 자미아티 이슬라미(지휘관 부르하누딘 랍바니), 시아파 타지크족과 하자라족이 중심인 아프가니스탄 이슬람 운동(지휘관 무하마드 아시프 무시니), 시아파 하자라족이 중심인 아프가니스탄 이슬람 통일당(지휘관 모하메드 모하키크, 카림 칼릴리), 우즈베크족이 중심인 아프가니스탄 민족 이슬람 운동(지휘관 압둘 라시드 도스툼), 수니파 파슈툰족이 중심인 아프가니스탄 해방 이슬람 연맹(지휘관 압둘 라술 사야프), 아흐마드 샤 마수드, 굴부딘 헤크마티아르 등이 있다.
탈레반이 지배 세력을 확장하면서 북부 동맹은 2001년까지 후퇴를 계속했고 같은 해 9월 9일에는 아흐마드 샤 마수드가 암살되는 등 궁지에 몰리게 된다. 그러나 9.11 테러 사건 발발 직후 탈레반이 9.11 테러 사건의 배후로 지목된 오사마 빈라덴과 알카에다의 신병 인도를 거부하면서 미국을 비롯한 다국적군의 공격을 받게 되었고 다국적군의 지원을 받은 북부 동맹도 공세에 나서게 된다.
북부 동맹은 11월 13일 수도 카불을 탈환하면서 아프가니스탄 국토의 대부분을 차지했고 11월 14일에는 유엔 안전보장이사회가 탈레반 정권에 반대하는 아프가니스탄 국민들의 노력을 지원한다는 내용의 결의안(유엔 안전 보장 이사회 결의 제1373호)을 채택하면서 북부 동맹의 정권 교체가 승인되기에 이른다.

## 같이 보기
- 아프가니스탄 국민저항전선